# Krypoxalis
Krypoxalis (Oxalis corniculata) är en växtart inom familjen harsyreväxter.